# Amblypodia dilutior
Amblypodia dilutior är en fjärilsart som beskrevs av Otto Staudinger 1889. Amblypodia dilutior ingår i släktet Amblypodia och familjen juvelvingar. Inga underarter finns listade i Catalogue of Life.